# 압존법
압존법(壓尊法)은 대화를 함에 있어 존대 여부를 묻는 사람(화자)가 아닌 듣는 사람(청자)이 더 높을 때 압존이 되는 한국어와 일본어의 높임법이다. 일본어에서는 특히 일본 비즈니스 환경에서 사용된다.

## 용례
할아버지가 손자에게 "너희 아빠 밥 먹으라고 해라"라고 했을 때, 손자는 아버지에게 가서 "아버지 할아버지께서 진지 잡수시래요."라고 하는 것이 아닌 "아버지 할아버지께서 밥 먹으래요."라고 하는 것이 압존법이다. 아버지보다 할아버지가 손윗사람이므로, 상대적으로 손아랫사람인 아버지를 낮추는 것이다.

## 같이 보기
- 한국어의 높임말